# Стара Синагога (Краків)

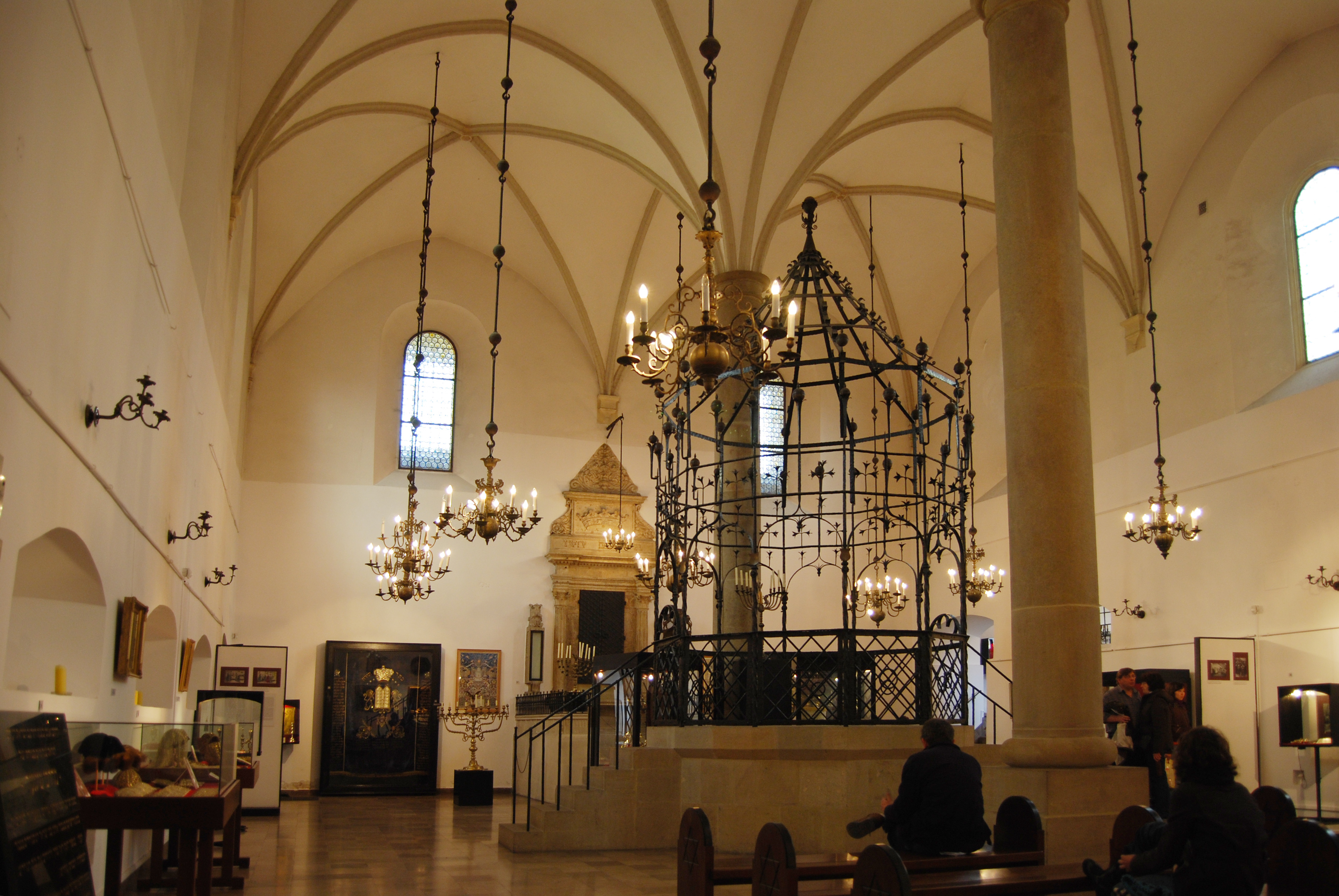
Інтер'єр старої синагоги

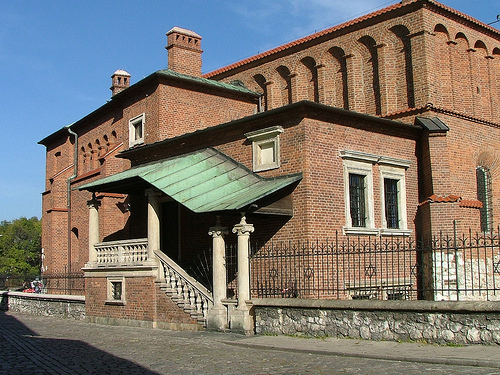
Історичний портал з входом

Стара синагога є ортодоксальною юдейською синагогою в районі Казімєж (Краків, Польща), на їдиші називається Алта-Шуль. Це найстаріша існуюча будівля синагоги у Польщі, і є однією з найцінніших пам'яток юдейської архітектури в Європі. До німецького вторгнення до Польщі у 1939 році вона була однією з найважливіших синагог міста, а також головним релігійним, соціальним і організаційним центром єврейської громади Кракова. У 1794 році генерал Тадеуш Костюшко виступив з синагоги, щоб отримати підтримку євреїв у боротьбі за незалежність Польщі. Меморіальна дошка в передпокої відзначає цю подію: 
 «Євреї довели світу, що коли людство може отримати, вони не пощадять себе». – Генерал Тадеуш Костюшко 
 Синагога була побудована в 1407 або 1492 році; дата будівництва різна у кількох джерелах. Оригінальна будівля була перебудована в 1570 році під пильним оком італійського архітектора Матео Гуччі. Перебудова включала стіну аттику з бійницями, вікна розташовані на висоті над землею, і товсту кладка стін з міцними опорами, щоб витримувати облогу, всі особливості запозичені з військової архітектури. У 1904 і 1913 роках відбулися подальші реконструкції.Стара синагога є рідкісним прикладом польської синагоги фортеці.
Синагога була повністю зруйнована і розграбована фашистами під час Другої світової війни. Художні твори та єврейські реліквії були пограбовані. Під час окупації синагога використовувалася як артилерійський склад. У 1943 році біля стіни синагоги було страчено 30 польських заручників. Стара синагога була відремонтована з 1956 по 1959 рік і в даний час працює як музей. Це відділ Історичного музею Кракова, з особливим акцентом на юдейську спадщину Кракова. Експонати поділяються на теми, що стосуються народження, молитовних обрядів, дієти, розлучення і смерті. «Чарівний жіночий молитовний зал, який датується 17 століттям, часто використовується для проведення тимчасових виставок».